# Aeroportul Port Lincoln
Aeroportul Port Lincoln (IATA: PLO, ICAO: YPLC) este un aeroport din Australia de Sud, Australia ce deservește zona Port Lincoln⁠(d). Aeroportul a fost tranzitat în 2022 de 170.285 de pasageri. A fost numit după zona deservită.
Situat la o altitudine de 4 m, aeroportul dispune de o singură pistă.